# Elecciones municipales de Chiclayo de 1989
Las elecciones municipales de Chiclayo de 1989 se llevaron a cabo el 12 de noviembre de 1989 para elegir al alcalde y al Concejo Provincial de Chiclayo para el periodo 1990-1992. La elección se celebró simultáneamente con elecciones municipales en todo el país.

## Sistema electoral
La Municipalidad Provincial de Chiclayo es el órgano administrativo y de gobierno de la provincia de Chiclayo. Está compuesta por el alcalde y el Concejo Provincial.
La votación del alcalde y el concejo se realiza en base al sufragio universal, que comprende a todos los ciudadanos nacionales mayores de dieciocho años, empadronados y residentes en la provincia de Chiclayo y en pleno goce de sus derechos políticos, así como a los ciudadanos no nacionales residentes y empadronados en la provincia de Chiclayo.
El Concejo Provincial de Chiclayo está compuesto por 19 regidores elegidos por sufragio directo para un período de tres (3) años, en forma conjunta con la elección del alcalde (quien lo preside) La votación es por lista cerrada y bloqueada. Se asigna a la lista ganadora los escaños según el método d'Hondt o la mitad más uno, lo que más le favorezca. Es elegido como alcalde el candidato que ocupe el primer lugar de la lista que haya obtenido la más alta votación.

## Composición del Concejo Provincial de Chiclayo
La siguiente tabla muestra la composición del Concejo Provincial de Chiclayo antes de las elecciones.
| Partidos | Partidos                | Regidores |
| -------- | ----------------------- | --------- |
|          | Partido Aprista Peruano | 11        |
|          | Izquierda Unida         | 8         |

## Partidos y candidatos
A continuación se muestra una lista de los principales partidos y alianzas electorales que participaron en las elecciones:
| Candidatura | Candidatura | Partidos y alianzas | Candidatos | Candidatos               | Ideología                                                        | Resultado previo | Resultado previo | Ref. |
| Candidatura | Candidatura | Partidos y alianzas | Candidatos | Candidatos               | Ideología                                                        | Votos (%)        | Reg.             | Ref. |
| ----------- | ----------- | --- | ---------- | ------------------------ | ---------------------------------------------------------------- | ---------------- | ---------------- | ---- |
|             | APRA        | Lista - Partido Aprista Peruano (APRA) |            | Gustavo García Mundaca   | Aprismo                                                          | 55.64%           | 11               |      |
|             | IU          | Lista - Izquierda Unida (IU) – Unión de Izquierda Revolucionaria (UNIR) – Partido Unificado Mariateguista (PUM) – Partido Comunista Peruano (PCP) – Frente Obrero Campesino Estudiantil y Popular (FOCEP) |            | Carlos Barnuevo Finetti  | Marxismo-leninismo Mariateguismo Socialismo democrático          | 40.22%           | 8                |      |
|             | ASI         | Lista - Acuerdo Socialista de Izquierda (ASI) – Partido Socialista Revolucionario (PSR) – Partido Comunista Revolucionario (PCR) – Movimiento Socialista Peruano (MSP)                                    |            | Elmer Huangal Naveda     | Mariateguismo Socialismo democrático                             | 40.22%           | 8                |      |
|             | FREDEMO     | Lista - Frente Democrático (FREDEMO) – Acción Popular (AP) – Movimiento Libertad (Libertad) – Partido Popular Cristiano (PPC)                                                                             |            | Arturo Castillo Chirinos | Liberalismo económico Humanismo cristiano Conservadurismo social | 4.02%            | 0                |      |
|             | FNTC        | Lista - Frente Nacional de Trabajadores y Campesinos (FNTC) |            | Juan Prado Quispe        | Nacionalismo de izquierda Tahuantinsuyismo                       | Nuevo            | Nuevo            |      |
|             | DC          | Lista - Democracia Cristiana (DC) |            | Héctor Limo Mendoza      | Democracia cristiana                                             | Nuevo            | Nuevo            |      |
|             | IND         | Lista - Lista Independiente N° 3 |            | Santa Correa Celis       | Localismo chiclayano                                             | Nuevo            | Nuevo            |      |

## Resultados

### Sumario general
| |                                                     |              |              |              |           |           |
| Partidos y coaliciones                                                                                      | Partidos y coaliciones                              | Voto popular | Voto popular | Voto popular | Regidores | Regidores |
| Partidos y coaliciones                                                                                      | Partidos y coaliciones                              | Votos        | %            | ±pp          | Total     | +/−       |
| | Frente Democrático (FREDEMO)1                       | 64,925       | 35.62        | +31.60       | 10        | +10       |
| | Partido Aprista Peruano (APRA)                      | 59,783       | 32.80        | –22.84       | 5         | –6        |
| | Izquierda Unida (IU)                                | 48,651       | 26.69        | –13.53       | 4         | –4        |
| | Democracia Cristiana (DC)                           | 4,293        | 2.36         | n/a          | 0         | ±0        |
| | Acuerdo Socialista de Izquierda (ASI)               | 1,644        | 0.90         | Nuevo        | 0         | ±0        |
| | Frente Nacional de Trabajadores y Campesinos (FNTC) | 1,627        | 0.89         | Nuevo        | 0         | ±0        |
| | Lista Independiente N° 3                            | 1,365        | 0.75         | n/a          | 0         | ±0        |
| |                                                     |              |              |              |           |           |
| Total | Total                                               | 182,288      |              |              | 19        | ±0        |
| |                                                     |              |              |              |           |           |
| Votos válidos                                                                                               | Votos válidos                                       | 182,288      | 89.89        | –4.03        |           |           |
| Votos en blanco                                                                                             | Votos en blanco                                     | 5,093        | 2.51         | +0.73        |           |           |
| Votos nulos                                                                                                 | Votos nulos                                         | 15,402       | 7.60         | +3.30        |           |           |
| Votos emitidos                                                                                              | Votos emitidos                                      | 202,783      | 72.68        | –1.97        |           |           |
| Abstenciones                                                                                                | Abstenciones                                        | 76,229       | 27.32        | +1.97        |           |           |
| Votantes registrados                                                                                        | Votantes registrados                                | 279,012      |              |              |           |           |
| |                                                     |              |              |              |           |           |
| Fuente: |                                                     |              |              |              |           |           |
| Notas al pie: 1 Comparado con los resultados del Partido Popular Cristiano (PPC) en las elecciones de 1986. |                                                     |              |              |              |           |           |
| Notas al pie:                                                                                               |                                                     |              |              |              |           |           |
| 1 Comparado con los resultados del Partido Popular Cristiano (PPC) en las elecciones de 1986.               |                                                     |              |              |              |           |           |

## Elecciones municipales distritales

### Resultados por distrito
La siguiente tabla enumera el control de los distritos de la provincia de Chiclayo. El cambio de mando de una organización política se resalta del color de ese partido.
| Distrito            | Alcalde(sa) titular        | Partido político           | Partido político           | Alcalde(sa) electo(a)   | Partido político | Partido político        |
| ------------------- | -------------------------- | -------------------------- | -------------------------- | ----------------------- | ---------------- | ----------------------- |
| Chongoyape          | Santos Constantino Dávila  |                            | Partido Aprista Peruano    | Pedro Yupanqui Williams |                  | Partido Aprista Peruano |
| Eten                | Herberth Olivos Ángeles    |                            | Partido Aprista Peruano    | Manuel Esqueche Ruiz    |                  | Frente Democrático      |
| Eten Puerto         | Juan Barrera Espinoza      |                            | Izquierda Unida            | Pedro Sánchez Chima     |                  | Partido Aprista Peruano |
| José Leonardo Ortiz | Juan Herrera Torres        |                            | Partido Aprista Peruano    | Willy Sánchez Vilchez   |                  | Frente Democrático      |
| La Victoria         | Carlos Quijano Salazar     |                            | Partido Aprista Peruano    | Segundo Cerdán Guevara  |                  | Frente Democrático      |
| Lagunas             | Norberto Huerta Moncada    |                            | Partido Aprista Peruano    | Ruperto Valdez Tello    |                  | Partido Aprista Peruano |
| Monsefú             | Víctor Custodio López      |                            | Partido Aprista Peruano    | Miguel Bartra Grosso    |                  | Frente Democrático      |
| Nueva Arica         | Julio Zumaeta Ramírez      |                            | Partido Aprista Peruano    | Jaime Correa Castañeda  |                  | Izquierda Unida         |
| Oyotún              | Marino Torres Gamonal      |                            | Partido Aprista Peruano    | Adriano Cueva Cruzado   |                  | Partido Aprista Peruano |
| Picsi               | Porfirio Salinas Maza      |                            | Partido Aprista Peruano    | Víctor Niño Farro       |                  | Izquierda Unida         |
| Pimentel            | Luciano Palacios Pinglo    |                            | Independiente Pimentel     | Enrique Thorne Ríos     |                  | Frente Democrático      |
| Reque               | Sin información disponible | Sin información disponible | Sin información disponible | David Chirinos Hurtado  |                  | Frente Democrático      |
| Santa Rosa          | Sin información disponible | Sin información disponible | Sin información disponible | Erland Rodas Díaz       |                  | Izquierda Unida         |
| Saña                | Marco Hernández Briones    |                            | Partido Aprista Peruano    | Marco Hernández Briones |                  | Partido Aprista Peruano |